# Bruce Johnstone
William Bruce Gordon Johnstone (30 de janeiro de 1937 – 3 de março de 2022) foi um automobilista sul-africano que participou do Grande Prêmio da África do Sul de 1962 de Fórmula 1.